# The Contemporary Jazz Quintet
 Der er for få eller ingen kildehenvisninger i denne artikel, hvilket er et problem. Du kan hjælpe ved at angive troværdige kilder til de påstande, som fremføres i artiklen.

The Contemporary Jazz Quartet (senere Quintet) er navnet på en af de første avantgarde-jazzgrupper i Danmark, stiftet i starten af 1960'erne af altsaxofonisten Franz Beckerlee og trompetisten Hugh Steinmetz. De to var stærkt inspireret af den amerikanske avantgarde-musiker Ornette Colemans kvartet og dannede allerede i 1962 en dansk pendant til denne sammen med bassisten Steffen Andersen og trommeslageren Bo Thrige Andersen. I 1964 tog gruppen navnet The Contemporary Jazz Quartet. Musikken var ikke kun inspireret af Ornette Coleman, Albert Ayler og andre amerikanske avantgarde-jazzpionerer. De hentede også inspiration i 12-tonemusik og i østlig musik og deltog i flere af tidens tværæstetiske kunsteksperimenter bl.a. sammen med Fluxus-kunstneren og musikeren David Tudor i 1964.
The Contemporary Jazz Quartet udgav flere plader. Den første, Action (Debut, 1965), blev indspillet i oktober 1964, og på den medvirker også den amerikanske trommeslager Sunny Murray, der på dette tidspunkt var i Danmark som medlem af Albert Aylers kvartet. Gruppen medvirkede i 1965 på pladen Third Stream Music i den klassisk uddannede komponist og pianist Niels Viggo Bentzons navn. Og i 1968 udgav gruppen endnu en plade, udvidet til kvintet med saxofonisten og sav-spilleren Niels Harrit, og under stigende indflydelse fra den gryende, elektriske jazz/rock. Hidtil uudgivne optagelser med gruppen fra 1966-67 blev udgivet i 2000.
The Contemporary Jazz Quintet blev opløst i 1969, hvor Beckerlee forlod jazzen, betaget af Jimi Hendrix' musik og snart guitarist i rockgruppen Gasolin. Steinmetz har vedvarende arbejdet inden for jazzen i både avantgarde- og fusionsprojekter.
I det nye årtusind har interessen for dansk avantgarde-jazz været stigende, og Contemporary Jazz Quartet´s/Quintets plader er blevet genudgivet på cd på selskaberne SteepleChase og Columbia Records.

## Diskografi
- The Contemporary Jazz Quartet/Quintet: Action, 1964 og 1968 med henholdsvis Sunny Murray på trommer og udvidet med Niels Harrit, SteepleChase 2000 (2-cd)
- Third Stream Music,1965 med Niels Viggo Bentzon – ikke genudgivet på cd
- The Contemporary Jazz Quintet: Actions 1966-67, Columbia 2000

| Musikgruppe | Spire Denne artikel om en dansk musikgruppe er en spire som bør udbygges. Du er velkommen til at hjælpe Wikipedia ved at udvide den. |